# クリスティ・ウォルトン
クリスティ・ルース・ウォルトン（Christy Ruth Walton、1949年2月8日 - ）は、ジョン・トマス・ウォルトン（ウォルマート創業者の次男）の寡婦。
『アメリカ合衆国で最も富裕な女性』と言われ、『フォーブス』の発表による世界長者番付の2006年度版の結果においては、156億ドルで総合第16位、アメリカ合衆国第7番目の富豪に選ばれている。
2019年時点で85億4千万ドルの資産を保有している。
夫ジョンは2005年に飛行機事故で死去。一人息子ルーカス・ウォルトン（1986年生まれ）は3歳で腎臓癌に罹り闘病生活をおくった。